# Шевченко, Владимир Григорьевич (генерал-майор)
Владимир Григорьевич Шевченко (1912, Киев — 1980, Киев) — украинский советский деятель, генерал-майор, начальник Киевской школы КГБ № 204.

## Биография
С 1932 года проходил службу в ОГПУ при СНК СССР.
С 1941 года — начальник Отделения контрразведки бригады, затем дивизии. До 1945 года — начальник Отдела армейской контрразведки.
С 5.05.1947 по 12.07.1950 — начальник Управления МГБ по Ровенской области, полковник. В 1950—1951 гг.  — начальник Управления МГБ по Станиславской области. В 1951—1952 гг.  — заместитель министра государственной безопасности Украинской ССР. В 1952—1953 гг.  — начальник Управления МГБ по Львовской области. В 1953—1954 гг.  — начальник Управления МВД по Львовской области. В 1954—1965 гг.  — начальник Управления КГБ по Львовской области, полковник — генерал-майор. С 1965 по 1974 гг.  — начальник Киевской школы КГБ № 204.

## Награды
- Орден Красного Знамени (19.04.1944)[2]
- Орден Красного Знамени (06.04.1945)[2]
- Орден Красного Знамени (5.11.1954) [3]
- Орден Трудового Красного Знамени (23.01.1948)
- Орден Кутузова II степени (31.05.1945)[2]
- Орден Красной Звезды (29.12.1941)[2]
- Орден Красной Звезды (26.03.1942)
- Орден Красной Звезды (25.07.1949)
- Орден Красной Звезды (31.08.1971)
- Орден Отечественной войны I степени (29.10.1948)
- Орден Отечественной войны II степени (30.04.1943)[2]
- Медаль За боевые заслуги (03.11.1944)[2]
- Медаль За оборону Сталинграда (22.12.1942)[2]
- Медаль За победу над Германией в Великой Отечественной войне 1941—1945 гг. (09.05.1945)[2]
- Медаль За освобождение Варшавы (09.06.1945)[2]
- Медаль За взятие Берлина (09.06.1945)[2]
- Знак Почётный сотрудник госбезопасности (18.12.1957)